# NGC 5522
NGC 5522 é uma galáxia espiral (Sb) localizada na direcção da constelação de Boötes. Possui uma declinação de +15° 08' 48" e uma ascensão recta de 14 horas, 14 minutos e 50,2 segundos.
A galáxia NGC 5522 foi descoberta em 19 de Março de 1787 por William Herschel.